# ليونارد كولمان
ليونارد كولمان (بالإنجليزية: Leonard Coleman)‏ هو لاعب كرة قدم أمريكية أمريكي، ولد في 30 يناير 1962 في بوينتون في الولايات المتحدة.

## وصلات خارجية
- ليونارد كولمان على موقع مرجع كرة القدم المحترفة.كوم (الإنجليزية)